# Oum Zebed
Oum Zebed (também escrito como Oum ez Zebed) é uma vila na comuna de M'Naguer, no distrito de Taibet, província de Ouargla, Argélia.
A vila está localizada 5 quilômetros (3,1 milhas) a noroeste de M'Naguer e 27 quilômetros (17 milhas) a leste de Touggourt.